# Eigentümer-Besitzer-Verhältnis
Das Eigentümer-Besitzer-Verhältnis, häufig kurz EBV genannt, ist eine in den §§ 987 ff. BGB geregelte Rechtsbeziehung. Es besteht immer dann, wenn Eigentum und Besitz an einer Sache auseinanderfallen und der Besitzer nicht zum Besitz berechtigt ist. Die hierzu getroffenen gesetzlichen Regelungen reichen in ihren Ursprüngen bis in die römische Antike zurück und dienten damals wie heute vor allem dem Schutz des Eigentümers. Sie gewähren ihm Nebenansprüche auf Schadens- sowie Nutzungsersatz, die zum dinglichen Herausgabeanspruch des § 985 BGB hinzutreten. Anders als bei den Römern ist das Eigentümer-Besitzer-Verhältnis heute jedoch als Schuldverhältnis ausgestaltet, das auch einen Ausgleich mit den Interessen des Besitzers ermöglichen soll. Hierzu stattet das Gesetz den Besitzer mit Verwendungsersatzansprüchen aus.

## Entstehungsgeschichte
Die heutigen gesetzlichen Regelungen wurden durch Vertreter der romanistischen Tradition der Historischen Rechtsschule entwickelt, die vor allem in Person Bernhard Windscheids an den Vorarbeiten zum Bürgerlichen Gesetzbuch (BGB) mitwirkten. Sie griffen jedoch auf Vorbilder des Gemeinen Rechts zurück, die ihrerseits aus dem rezipierten Römischen Recht entwickelt waren.
Bereits das Römische Recht unterschied zwischen Eigentum und Besitz und gestand dem (allerdings quiritischen) Eigentümer eine Klage zu, mit der er seine Sache vom Besitzer heraus verlangen konnte, die rei vindicatio. Mit dieser Klage konnte jedoch allein die Herausgabe der Sache verfolgt werden. Die sogenannte actio in rem gewährte nur auf die Sache selbst Zugriff. Veräußerte der Besitzer die Sache weiter oder wurde sie zerstört, musste diese Klage folglich scheitern. Das klassische römische Recht entwickelte deshalb die Regel, dass der Eigentümer vermögensmäßig immer so zu stellen sei, als habe er die Sache bei Streitfestlegung bereits zurück erhalten. Ab diesem Zeitpunkt haftete der Besitzer für die Unmöglichkeit der Herausgabe der Sache. Um den Besitzer, der in die Sache Investitionen getätigt hatte, andererseits zu schützen, wurde diesem das prozessuale Verteidigungsmittel einer Einrede zugestanden. Mittels der exceptio doli konnte er so die Herausgabe der Sache verweigern. Später erweiterten die Römer diese Haftungsregeln auf den bösgläubigen Besitzer, der, obgleich noch nicht verklagt, wusste, dass er aufgrund fehlender Eigentümerstellung zur Herausgabe der Sache verpflichtet war.
Im Gemeinen Recht wurde der Besitz generell aufgewertet. In diesem Zuge verstand man die römischen Regeln zum Verhältnis von Besitzer und Eigentümer vor allem als Beschränkung der Haftung des gutgläubigen und unverklagten Besitzers. Dieser sollte so behandelt werden, als habe er seine eigene Sache vernachlässigt (diligentia quam in suis).
Welche Funktion den Regeln zum Eigentümer-Besitzer-Verhältnis im BGB zukommen soll, war in den Beratungen beider Kommissionen umstritten. Maßgeblich für die Differenzen war die Frage, welche Rechtslage ohne die §§ 987 ff. BGB bestehen würde. Einige Diskussionsteilnehmer waren der Auffassung, dass der unrechtmäßige Besitz als solcher bereits ein Schadensersatz auslösendes Delikt sei. Da nach den §§ 987 ff. BGB aber nur der verklagte und bösgläubige Besitzer haften sollte, verstand diese Fraktion der Kommissionsmitglieder die Regeln zum Eigentümer-Besitzer-Verhältnis entsprechend der Rechtslage im Gemeinen Recht als Haftungsprivilegierung des gutgläubigen und unverklagten Besitzers. Andere sahen den unrechtmäßigen Besitz dagegen nicht als Delikt an. Nach ihrer Auffassung hätte sich eine Haftung überhaupt erst aus den §§ 987 ff. BGB ergeben, sodass sie als Haftungsverschärfung betrachtet werden musste.

## Funktion
Diese Debatte um die Funktion der §§ 987 ff. BGB hält in der Rechtswissenschaft grundsätzlich bis heute an. Die derzeit herrschende Meinung sieht in ihnen ein Haftungsprivileg für den unverklagten und redlichen Besitzer, zumindest soweit er sich im Rahmen seines Besitzrechts hält. Eine Mindermeinung differenziert hingegen zwischen den §§ 987–993 und den §§ 994–1003 BGB. Erstere sollen demnach den Eigentümer, letztere den Besitzer privilegieren. Mit Blick auf die wechselhafte historische Entwicklung und die Differenzen bei den Beratungen zum BGB betont eine vermittelnde Position, dass sich überhaupt kein einheitlicher Zweck der EBV-Vorschriften ausmachen lasse.

## Anwendungsbereich
Als Neben- und Gegenansprüche sind die §§ 987 ff. BGB nur anwendbar, wenn dem Besitzer im Zeitpunkt des zu beurteilenden Ereignisses kein Besitzrecht im Sinne des § 986 BGB gegen ein Herausgabeverlangen des Eigentümers zusteht, die sogenannte Vindikationslage.
Aufgrund angenommener Wertungswidersprüche werden immer wieder im Einzelnen hochgradig umstrittene Ausnahmen zu dieser Grundregel postuliert. Die prominenteste dieser Konstellationen ist die vom Bundesgerichtshof entschieden abgelehnte Anwendung beim Fremdbesitzerexzess (auch „nicht-so-berechtigter Besitzer“). Für diese Konstellation ist charakteristisch, dass der Besitzer zwar ein Besitzrecht hat, er dieses jedoch bei der Besitzausübung überschreitet. Beispielsweise darf der Mieter einer Mietwohnung diese aus vertraglichen Gründen zwar bewohnen, soll aber nach den §§ 987 ff. BGB dafür haften, dass er sie in Überschreitung seines Besitzrechtes in Flammen setzt. Beim Aufschwungexzess, einem Sonderfall des „nicht-so-berechtigten“ Besitzers nimmt der BGH gleichwohl eine solche Ausnahme an. In dieser Konstellation liegt die Überschreitung des Besitzrechtes darin, dass ein Besitzer, der für einen anderen Besitz (sogenannter Fremdbesitz) ausübt, sich wie ein Eigentümer und damit wie ein Eigenbesitzer verhält, etwa indem er die Sache weiterveräußert.
Bisweilen wandte der BGH das EBV-Recht sogar auf Fälle an, in welchen zwar ein Besitzrecht bestand, dieses sich aber aus einem Rechtsverhältnis ohne detaillierte Regelung zum Interessenausgleich ergab.
In der Rechtswissenschaft ist ferner sehr umstritten, ob die Ansprüche aus den §§ 987 ff. BGB durch andere Herausgabeansprüche ausgeschlossen werden. Die dies bejahende Position beruht auf der von Heinrich Siber und Ludwig Raiser entwickelten Lehre der Subsidiarität der Vindikation. Nach dieser tritt bereits der Herausgabeanspruch des § 985 BGB hinter andere Ansprüche zurück, woraus dann folgt, dass auch die Neben- und Gegenansprüche aus §§ 987 ff. BGB nur subsidiär anwendbar sind. Die meisten Vertreter der Rechtswissenschaft sowie die Rechtsprechung sind dieser Auffassung nicht gefolgt und nehmen daher an, dass die §§ 987 ff. BGB neben andere Ansprüche treten können, soweit im fraglichen Zeitpunkt eine Vindikationslage bestand.

## Ansprüche aus dem EBV
Sobald ein Eigentümer-Besitzer-Verhältnis vorliegt, ordnen die §§ 987 ff. BGB ein abgestuftes Haftungssystem an. Dieses differenziert sowohl die Haftung des Eigentümers als auch die des Besitzers danach, ob der Besitzer redlich war. Wie schon im römischen Recht fehlt dem Besitzer diese Redlichkeit, wenn er im fraglichen Zeitpunkt entweder verklagt oder aber bösgläubig war.

### Kriterium der Redlichkeit
Die zentrale Norm zur Beurteilung der Redlichkeit des Besitzers ist § 990 Abs. 1 BGB. Dieser nimmt terminologisch („nicht in gutem Glauben“) auf § 932 Abs. 2 BGB Bezug und differenziert in zeitlicher Hinsicht dergestalt, dass ein Besitzer als unredlich gilt, wenn er
1. im Zeitpunkt des Besitzerwerbes wusste oder grob fahrlässig verkannte, dass er kein Besitzrecht hat (Satz 1).[15]
2. zu einem späteren Zeitpunkt als dem des Besitzerwerbs erfährt, dass er nicht zum Besitz berechtigt ist (Satz 2).[16]

Hiervon macht die Rechtsprechung jedoch im Falle eines Aufschwungexzesses eine Ausnahme, da sich beide Besitzarten wesensmäßig grundsätzlich unterschieden. Damit rekurrierte der BGH auf die von Friedrich Carl von Savigny aus dem römischen Recht entwickelte Besitzrechtsdogmatik. Gemäß dem bis in die diokletianische Zeit geltenden römischen ius honorarium wurde Besitz nämlich nur bei einer entsprechenden Rechtsgrundlage (sogenannte causa possendi) rechtlich geschützt, die entfiel, wenn die Besitzart eigenmächtig umgewandelt wurde. Diese Dogmatik wurde ins BGB jedoch nicht übernommen, weshalb die Position des BGH nicht unwidersprochen blieb. Vertreter der Position des BGH verweisen daher heute vor allem darauf, dass dem seinen Besitz Umwandelnden eine Reflexion über sein Besitzrecht zuzumuten sei.

### Haftung des Besitzers
Die Haftung des Besitzers ist in den §§ 987–993 geregelt. Hierbei wird zwischen drei Stufen differenziert:

#### Redlicher Besitzer
Gegen einen redlichen, also unverklagten und gutgläubigen Besitzer kann ein Eigentümer keinerlei Schadensersatzansprüche geltend machen. Hat der Besitzer den Besitz unentgeltlich erlangt, muss er jedoch nach § 988 BGB gezogene Nutzungen nach den Regeln des Bereicherungsrechts herausgeben. Das bedeutet, dass er gem. § 818 Abs. 3 BGB nur das herausgeben muss, was er tatsächlich noch hat.
Hat der Besitzer den Besitz entgeltlich erlangt, hat er gem. § 993 Abs. 1 BGB nur so genannte Übermaßfrüchte herauszugeben, also solche Früchte, die nicht nach den Regeln ordnungsgemäßer Wirtschaft erwirtschaftet wurden.

#### Unredlicher Besitzer
Ein auf Herausgabe verklagter oder bösgläubiger Besitzer haftet nach § 989 BGB auf Schadensersatz für die von ihm verschuldete Unmöglichkeit der Herausgabe der Sache. Nach § 987 Abs. 1 BGB muss er auch alle gezogenen Nutzungen herausgeben und nach Abs. 2 nicht gezogene Nutzungen ersetzen.

#### Deliktischer Besitzer
Eine besondere Haftungsnorm findet sich in § 992 BGB für denjenigen Besitzer, der durch verbotene Eigenmacht oder durch eine Straftat den Besitz erlangt hat. Für ihn gelten zusätzlich zu den §§ 987, 989 BGB auch die allgemeinen Haftungsregeln, insbesondere § 823 Abs. 1 BGB.

### Haftung des Eigentümers
Die Haftung des Eigentümers ist in den §§ 994–1003 geregelt. Hierbei sind nur zwei Stufen zu unterscheiden:

#### Redlicher Besitzer
Der redliche Besitzer kann gemäß § 994 Abs. 1 BGB alle notwendigen Verwendungen ersetzt verlangen, so lange es sich nicht um gewöhnliche Erhaltungskosten handelt. § 996 BGB gesteht ihm zusätzlich auch einen Anspruch auf Ersatz sonstiger Verwendungen zu, sofern sie im Zeitpunkt der Geltendmachung des Herausgabeanspruchs durch den Eigentümer, den Wert der Sache noch erhöhen. Hinsichtlich mit der Sache verbundener anderer Sachen gesteht § 997 dem Besitzer ein Wegnahmerecht zu.

#### Unredlicher Besitzer
Demgegenüber kann ein unredlicher Besitzer nach § 994 Abs. 2 BGB nur nach den Regeln des Rechts der Geschäftsführung ohne Auftrag Ersatz notwendiger Verwendungen verlangen. Das bedeutet, dass er gemäß § 683 BGB Ersatz für diejenigen Verwendungen erhält, die dem Willen und Interesse des Eigentümers entsprechen. Entsprachen die Verwendungen dagegen nicht dem Interesse oder Willen des Eigentümers, ist sein Ersatzanspruch nach § 684 nach den Regeln des Bereicherungsrechts beschränkt. Der Besitzer kann gemäß § 818 Abs. 3 BGB vom Eigentümer also nur noch das herausverlangen, was diesem an Wertzuwachs verblieben ist. Hinsichtlich mit der Sache verbundener anderer Sachen gesteht § 997 dem Besitzer ein Wegnahmerecht zu.

#### Beschränkungen der Anspruchsdurchsetzbarkeit
Nach § 1000 BGB kann der Besitzer seine Verwendungsersatzansprüche aus §§ 994, 996 BGB einem Herausgabeverlangen des Eigentümers entgegenhalten. Dies ist gerechtfertigt durch die Beschränkung der Durchsetzbarkeit der Verwendungsersatzansprüche in den §§ 1001 f. BGB. Danach kann der Besitzer nur dann Verwendungsersatz fordern, wenn der Eigentümer die Sache zurückerlangt hat oder die Verwendungen genehmigt. sofern der Eigentümer die Verwendungen nicht genehmigt, kann sich der Besitzer nach § 1003 BGB befriedigen.

## Ausschließlichkeitsdogma
Die besonderen Haftungsregelungen der §§ 987 ff. BGB blieben praktisch folgenlos, wären die übrigen Haftungsvorschriften des BGB daneben anwendbar. Deshalb ordnet § 993 Abs. 1 Hs. 2 BGB einerseits an, dass der Besitzer im Übrigen „weder zur Herausgabe von Nutzungen noch zum Schadensersatz verpflichtet“ ist. Andererseits kann er gemäß § 996 BGB vom Eigentümer Verwendungsersatz auch „nur insoweit verlangen,“ als er in ihrem Zeitpunkt noch redlich war.

### Grundsatz
Diese Regelung wird von der herrschenden Auffassung als Ausschließlichkeitsdogma bezeichnet und als weitgehender Ausschluss einer Anwendung der Regeln des Bereicherungs- und des Deliktsrechts verstanden. Gegenüber einem redlichen Besitzer kann der Eigentümer hinsichtlich gezogener Nutzungen daher grundsätzlich keine Kondiktionsansprüche geltend machen. Auch kann er nicht die allgemeinen Schadensersatzansprüchen des Deliktsrechts geltend machen, sofern nicht § 992 BGB als Ausnahme für den deliktischen Besitzer eingreift. Der Besitzer kann nach ebenso herrschender Auffassung andererseits keine Verwendungsersatzansprüche auf bereicherungsrechtliche Anspruchsgrundlagen und auch nicht auf § 951 BGB stützen.
Diese Regelung wird immer wieder als zu einfach für ein sinnvolles Haftungssystem kritisiert.

### Ausnahmen
Deshalb wollen Rechtsprechung und Lehre eine Reihe von weiteren Ausnahmen zulassen, deren Möglichkeit und Umfang im Einzelnen sehr umstritten sind. Nach ganz herrschender Auffassung soll der Ausschluss von Kondiktionsansprüchen des Eigentümers nicht hinsichtlich der Sache selbst sowie ihrer Surrogate gelten. Der Eigentümer kann also insbesondere dann Bereicherungsansprüche geltend machen, wenn der Besitzer die Sache verbraucht, veräußert, verarbeitet, vermischt oder mit einer anderen Sache untrennbar verbunden hat.
Nach ebenso herrschender Auffassung ist § 826 BGB – trotz der Einschränkungen des § 993 BGB – als Schadensersatzanspruch (des Eigentümers) anwendbar. Er betrifft Ersatzansprüche wegen vorsätzlich sittenwidriger Schädigung. Nach ebenso herrschender Meinung sollen deliktische Ansprüche im Fall des so genannten Fremdbesitzerexzesses nicht ausgeschlossen sein.
Vor allem in der akademischen Rechtslehre wird eine weitere Anwendbarkeit des Deliktsrechts neben den §§ 987 ff. BGB gefordert oder das Ausschließlichkeitsdogma insoweit völlig abgelehnt.
Die herrschende Auffassung geht hinsichtlich der Verwendungsersatzansprüche des Besitzers bisher von einer abschließenden Wirkung der §§ 994 ff. BGB aus. Doch auch hiergegen wenden sich Vertreter der Rechtswissenschaft, da sie einen Wertungswiderspruch darin erkennen, dass derjenige, der Verwendungen macht ohne Besitzer zu sein, diese stets ersetzt verlangen kann.

## Kritik
Die Regeln zum Eigentümer-Besitzer-Verhältnis werden von der Rechtswissenschaft immer wieder für ihre Komplexität und fehlende Übersichtlichkeit kritisiert, was sich in den zahlreichen umstrittenen Einzelfragen begründet. Bisher existiert jedoch kein breiter diskutierter Verbesserungsvorschlag.

## Schweizer Recht
Das Schweizer Recht regelt das Verhältnis zwischen Besitzer und Eigentümer nicht explizit. Ein vergleichbares Institut regelt jedoch das Rechtsverhältnis zwischen dem zum Besitz Berechtigten und dem aktuellen Besitzer. Das Gesetz unterscheidet dabei zwischen dem gutgläubigen und bösgläubigen Besitzer. Der gutgläubige Besitzer haftet nach Art. 938 ZGB dem Berechtigten nicht, sofern er die Sache seinem vermuteten Recht gemäß gebraucht, selbst wenn die Sache hierbei untergeht oder Schaden erleidet. Für notwendige und nützliche Aufwendungen kann er Ersatz verlangen (Art. 939 ZGB). Ebenso kann er die Rückerstattung des (einem Dritten) bezahlten Kaufpreises verlangen, wenn die Sache öffentlich versteigert oder auf dem Markt oder durch einen Kaufmann, der mit Waren der gleichen Art handelt, übertragen worden ist (Art. 934 ZGB). Der bösgläubige Besitzer hat dem Berechtigten für allen durch die Vorenthaltung verursachten Schaden sowie für die bezogenen oder versäumten Früchte Ersatz zu leisten (Art. 941 ZGB Abs. 1). Ersatz für Aufwendungen kann er nur verlangen, wenn solche auch für den Berechtigten notwendig gewesen wären (Art. 941 ZGB Abs. 2). Hat er die Sache bei einem Dritten erworben, findet eine Rückerstattung des Kaufpreises nicht statt. Weiß der bösgläubige Besitzer nicht, an wen die Sache herauszugeben ist, haftet er nur für den Schaden, den er verschuldet hat (Art. 940 Abs. 3 ZGB).

## Liechtensteinisches Recht
Im Fürstentum Liechtenstein wurden Teile der Bestimmungen im Hinblick auf das Eigentümer-Besitzer-Verhältnis 1812 aus dem österreichischen ABGB rezipiert und dann 1923 teilweise aufgehoben und im damals neuen Gesetzbuch über das Sachenrecht (SR) geregelt, welches vor allem aus dem ZGB rezipiert wurde.
In Liechtenstein herrscht bislang eine wissenschaftlich und von der Rechtsprechung noch nicht aufgearbeitete Gemengenlage im Hinblick auf die Bestimmungen des liechtensteinischen ABGB, dem SR und dem ADHGB.

### Deutsches Recht
- Carsten Thomas Ebenroth/Zeppernick: Nutzungs- und Schadensersatzansprüche im Eigentümer-Besitzer-Verhältnis, in: JuS 1999, S. 209 ff.
- Volker Emmerich: Das Verhältnis der Nebenfolgen der Vindikation zu anderen Ansprüchen, Dissertation, Saarbrücken 1966.
- Ursula Köbl: Das Eigentümer-Besitzer-Verhältnis im Anspruchssystem des BGB: zugleich Beitrag zur Konkurrenzlehre, Duncker u. Humblot, Erlangen 1971.
- Winfried Pinger: Funktion und dogmatische Einordnung des Eigentümer-Besitzer-Verhältnisses: die §§ 987-1003 als wechselseitig haftungsverschärfendes Schuldverhältnis, Bände 33–35, Beck 1975.
- Winfried Pinger: Die Rechtsnatur der §§ 987 bis 1003 BGB, in: MDR 1974, 1S. 84 ff.
- H. Roth: Das Eigentümer-Besitzer-Verhältnis, in: JuS 2003, S. 937 ff.
- Heinrich Stutz, Die Rechtsbeziehungen des Eigentümers zum nichtberechtigten Besitzer, Heidelberg 1933.
- Dirk A. Verse, Verwendungen im Eigentümer-Besitzer-Verhältnis. Eine kritische Betrachtung aus historisch-rechtsvergleichender Sicht, Tübingen 1999.

### Liechtensteinisches Recht
- Antonius Opilio: Arbeitskommentar zum liechtensteinischen Sachenrecht,  1. Auflage, EDITION EUROPA Verlag, Dornbirn 2009, ISBN 978-3-901924-23-1; google books link.

### Schweizer Recht
- Emil W. Starkm Berner Kommentar, Bd. IV/3/1, Sachenrecht, Der Besitz, Art. 919–941 ZGB, Bern 2001.